# Лосевиці (Мазовецьке воєводство)
Лосевиці (пол. Łosiewice) — село в Польщі, у гміні Лохув Венґровського повіту Мазовецького воєводства.
Населення — 288 осіб (2011).
У 1975-1998 роках село належало до Седлецького воєводства.

## Демографія
Демографічна структура станом на 31 березня 2011 року:
|          | Загалом | Допрацездатний вік | Працездатний вік | Постпрацездатний вік |
| -------- | ------- | ------------------ | ---------------- | -------------------- |
| Чоловіки | 141     | 30                 | 92               | 19                   |
| Жінки    | 147     | 23                 | 81               | 43                   |
| Разом    | 288     | 53                 | 173              | 62                   |